# Calco (moeda)

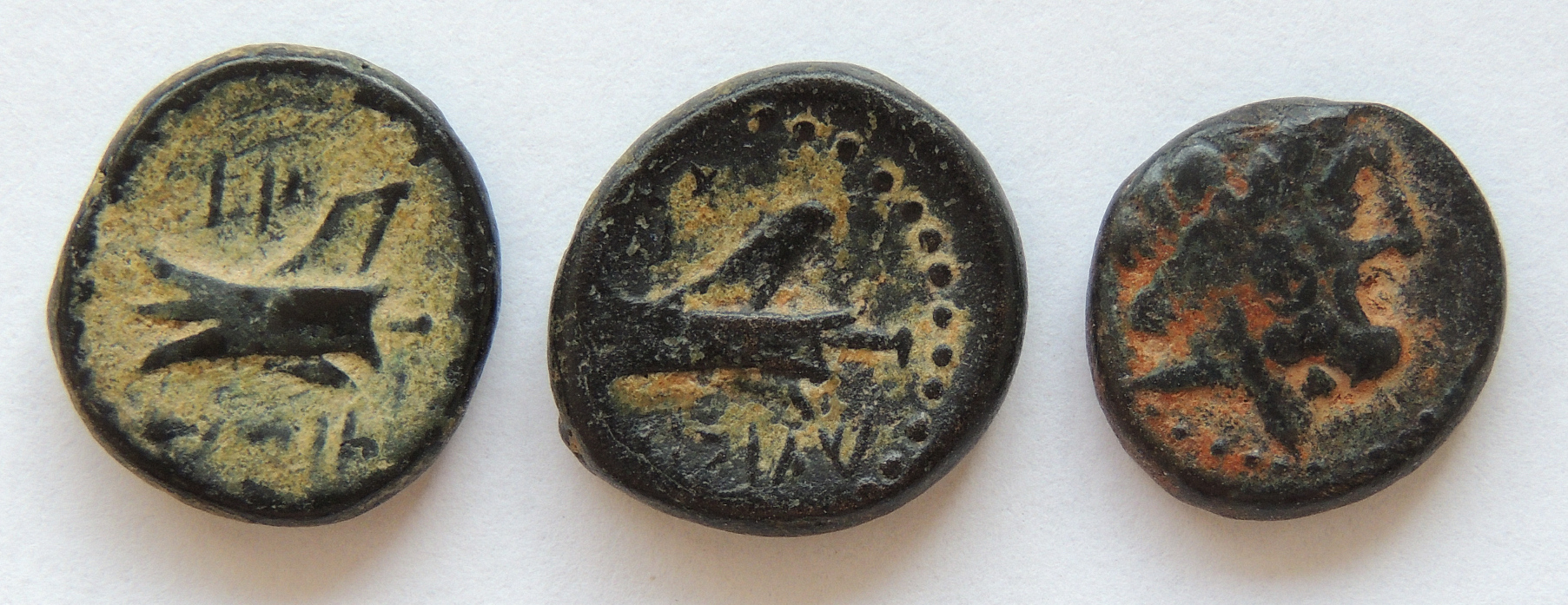
Calco duplo (dicalco) da cidade fenícia de Arruade de ca. 198-

Calco (em grego: χαλκός; romaniz.: chalkós) é uma antiga moeda divisionária de bronze usada na Grécia Antiga. Tal como outras moedas de bronze, a sua circulação começou a ser significativa no final do Período Helenístico. No antigo sistema monetário grego, o calco é a menor divisão conhecida. Em Atenas, no Império Selêucida e no Reino Ptolemaico, o óbolo é dividido em 8 calcos. Por outro lado, no Peloponeso, na Beócia, na Tessália, na Jônia e no mar Egeu, o óbolo está dividido em 12 calcos.
Existe um debate sobre se o calco tinha subdivisões. Uma lista de pagamentos descoberta em 1905 perto de Messene sugere que divisões de calco foram utilizadas no final do Período Helenístico, pelo menos em Messena. Contudo, diversas fontes confiáveis, incluindo o Onomástico de Júlio Pólux, não fazem menção às divisões do calco.